# Kosovača
Kosovača (cyr. Косовача) – wieś w Bośni i Hercegowinie, w Republice Serbskiej, w gminie Osmaci. W 2013 roku liczyła 93 mieszkańców.